# Oberanven
Oberanven (luxemburgi nyelven: Ueweraanwen) kisváros Luxembourgban, Nidderaanwen település központja. Népessége: 725 fő (2013. január).